# Portunion kossmanni
Portunion kossmanni är en kräftdjursart som först beskrevs av Giard och Bonnier 1886.  Portunion kossmanni ingår i släktet Portunion och familjen Entoniscidae. Inga underarter finns listade i Catalogue of Life.